# Base Machu Picchu
La Base Machu Picchu è una stazione estiva di ricerca scientifica peruviana costruita nel 1989 nell'Isola di re Giorgio, appartenente all'archipelago delle Isole Shetland Meridionali, in Antartide.

## Ubicazione
Localizzata ad una latitudine di 62°05’49.6’’S ed a una longitudine di 58°28’23.4’’W, la struttura è sita nell'insenatura di Mackellar che si affaccia sulla baia dell'Ammiragliato, zona centrale dell'Isola di re Giorgio, nelle Shetland Meridionali.

## Struttura
La stazione è composta da otto moduli metallici, tra cui due dormitori (che possono accogliere un massimo di 30 persone), una cucina con mensa, una sala generatori, un laboratorio scientifico, un edificio per il trattamento dei rifiuti, una sala d'emergenza e una sala per la manutenzione.

## Attività
La base è operativa durante i mesi primaverili ed estivi dell'emisfero australe (ottobre - marzo) e svolge le seguenti attività di ricerca: ecologia dei krill, biodiversità marina, biotecnologia, oceanografia biologica, geologia, alta atmosfera, glaciologia, idrologia e meteorologia.
La base è stata utilizzata per numerose spedizioni scientifiche della nave oceanografica BIC Humboldt.

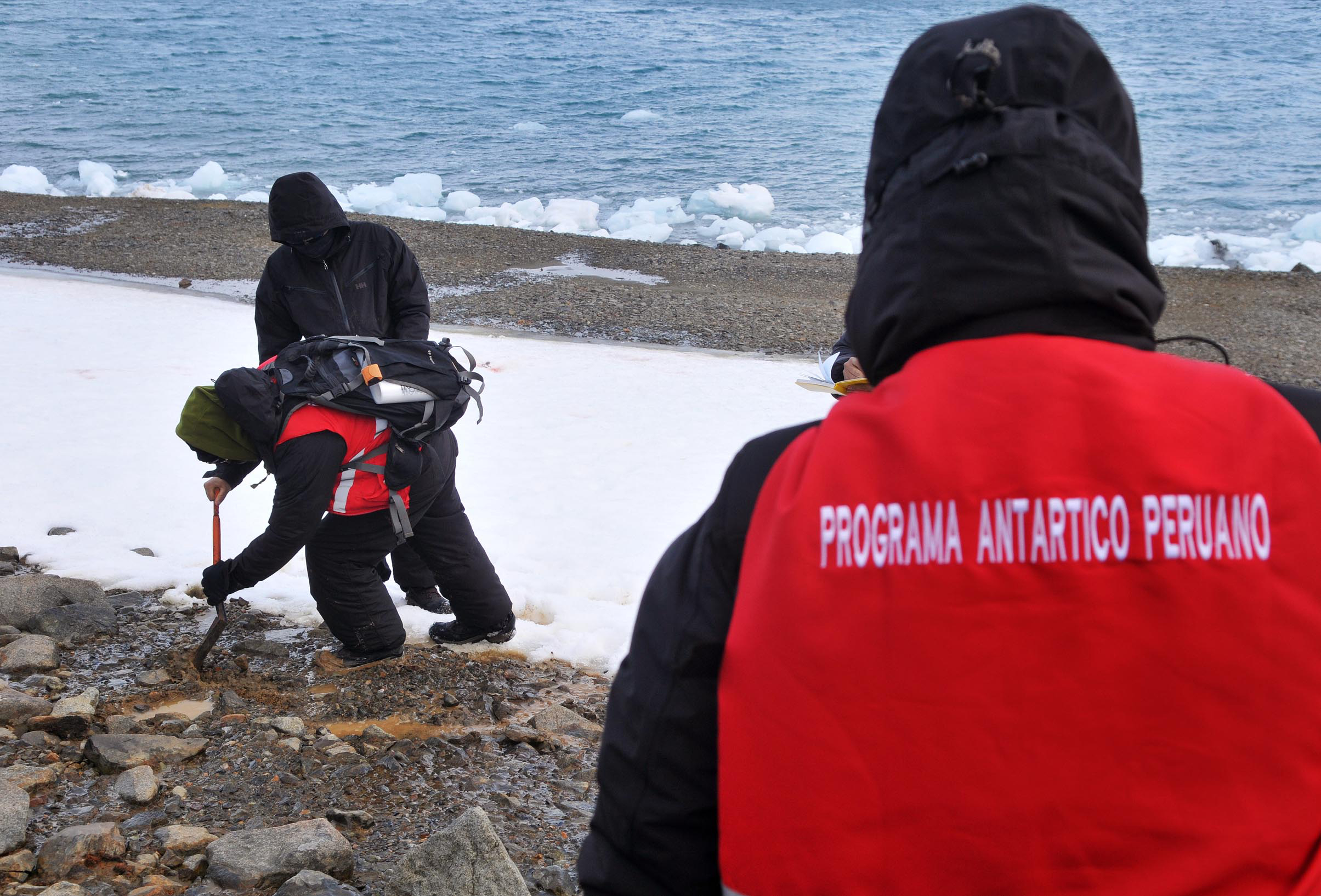
Membri della spedizione peruviana in Antartide nel gennaio 2015, presso la base di Machu Picchu.